# Зубайр Амірі
Зубайр Амірі (Дарі: زبیر امیري / нім. Zubayr Amiri; нар. 12 жовтня 1991, Кабул, Афганістан) — афганський та німецький футболіст, півзахисник національної збірної Афганістану. Амірі грає в півзахисті, а також може займати більш атакувальну позицію; вважається універсальним гравцем, тому що володіє обома ногами.

## Клубна кар'єра
Народився в Кабулі, Афганітан. На юнацькому рівні виступав за «06 Лангдебах», «ТСВ Ганау» та «Вікторія» (Ашаффенбург). Дорослу футбольну кар'єру розпочав у сезоні 2009/10 років у «Вікторії» (Ашаффенбург), яка виступала в Гессенлізі. Амірі провів успішний сезон, зіграв 28 із 36 матчів «Вікторії», а також відзначився двома голами, але покинув клуб наприкінці сезону після того, як вони перейшли під адміністрацію та вилетіли, незважаючи на те, що клуб фінішував на восьмому місці. В результаті цього Амірі перейшов у «Айнтрахт II» (Франкфурт) на сезон 2010/11 років.
У футболці франкфуртського клубу дебютував 1 вересня 2010 року в програному (2:3) поєдинку проти «Гессена» (Кассель). У першому своєму сезоні в новій команді «Франкфурт» фінішував шостим у Регіоналлізі «Південь». Амірі взяв участь у 24-ох із 3-ти матчів Франкфурта, відзначився одним голом. Він також зробив вісім результативних передач, а також вдвічі більше забитими м'ячами, ніж за період перебування у «Вікторії» (Ашаффенбург). Першим голом за «Франкфурт» відзначився 7 грудня 2010 року у домашньому (4:0) переможному поєдинку проти «Мюнхена 1860».
Після відходу з «Айнтрахту», у грудні 2011 року приєднався до клубу Регіоналліги «Південь» «Баварія» (Альценау). У новому клубі отримав ігрову футболку з 11-м номером. У тому ж грудні 2011 року Амірі допоміг команді Альценау U-23 років виграти футзальний турнір SV Heitzenröder-Silvestercup. З -ма забитими м'ячами увійшов до топ-4 найкращих бомбардирів вище вказаного турніру. У чемпіонаті Німеччини дебютував за клуб 3 березня 2012 року, вийшовши на заміну Патріку Армгайну в програному (1:3) поєдинку проти «Штутгартера Кікерса». Після цього провів ще п’ять матчів за команду. Востаннє за клуб з Альценау в чемпіонаті виходив на поле 29 квітня 2012 року в переможному (1:0) поєдинку проти свого колишнього клубу «Айнтрахт II» (Франкфурт).
Після цього повернувся до колишнього клубу «Вікторія» (Ашаффенбург) 1 липня 2012 року, але дебюту в чемпіонаті йому довелося чекати до 25 липня 2012 року, Амірі вийшовши на заміну захиснику Фнану Тевельде в програному (0:5) поєдинку проти «Селігенпортена». Однак менше ніж через два місяці після укладення угоди, 31 серпня 2012 року, контракт Амірі розірвали за взаємною згодою.
У вересні півзахисник підписав контракт зі своїм колишнім клубом, «Баварія» (Альценау). Амірі успішно провів у «Баварії» після повернення до клубу, забив п’ять м’ячів і віддав ще вісім голів лише в 20 матчах. За підсумками сезону 2012/13 років «Баварія» вилетіла до «Гессенліги». У 2014 році перейшов до «Гессен» (Драйайх) з шостого дивізіону чемпіонату Німеччини. З клубом з Південного Гессена піднявся до сезону 2015/16 років у Гессенліги, у вище вказаному сезоні Амірі відзначився 12-ма голами і віддав 18 результативних передач. У наступному сезоні вони також виграли Гессенлігу. Проте команда не підвищилася в класі. Амірі зробив значний внесок у виграш чемпіонату, відзначився дев’ятьма голами у 24 матчах. У наступному сезоні, 2017/18 років, «Гессен» (Драйайх) став чемпіоном, цього разу вони також не підвищилися в класі. Амірі відзначився 11-ма голами у 28 матчах. 

## Кар'єра в збірній
Амірі вперше включений до складу національної збірної Афганістану, коли отримав виклик до збірної своєї країни на Кубок виклику АФК 2011 року. Залишався на лаві запасних в програному поєдинку проти Непалу 7 квітня і в переможному (1:0) поєдинку проти Шрі-Ланкою через два дні, але дебютував за Афганістан 11 квітня, вийшовши на заміну на 62-й хвилині в програному (0:2) поєдинку останнього туру групового раунду проти КНДР. Амірі довелося чекати два місяці для наступного матчу за збірну, 29 червня 2011 року зіграв в першій половині програного (0:2) матчі в кваліфікаційному матчі чемпіонату світу 2014 року проти Палестини. Виступав, зокрема, й у матчах кваліфікації чемпіонату світу 2018 та 2022 року. Він також основним гравцем своєї команди на чемпіонаті Південної Азі 2015 року, де разом з Афганістаному фінішував другим. Відзначився своїм другим голом за національну команду в програному (1:2) фінальному поєдинку проти Індії.

## Особисте життя
Зубайр Амірі має двох двоюрідних братів, які також є футболістами, збірної Німеччини Надім Амірі та Наувід Амірі.

## Статистика виступів

### У збірній

#### По матчам
| Дата      | Місто | Господарі | Результат | Гості | Турнір            | Голи | Примітки |
| --------- | ----- | --------- | --------- | --- | ----------------- | ---- | -------- |
| 15-6-2021 | Доха  | Індія     | 1 – 1     | [[Файл:Шаблон:Прапор AFG 2013-2021\|20x13px\|AFG 2013-2021\|link=]] [[Збірна Шаблон:Назва країни РВ AFG 2013-2021 з футболу\|AFG 2013-2021]] | Відбір до ЧС 2022 | -    | 86'      |
| Усього    |       | Матчів    | 1         | | Голів             | 0    |          |

#### Забиті м'ячі
Scores and results list Afghanistan's goal tally first, score column indicates score after each Amiri goal.
| № | Дата           | Місце                                                                   | Суперник  | Рахунок | Результат | Змагання                     |
| - | -------------- | ----------------------------------------------------------------------- | --------- | ------- | --------- | ---------------------------- |
| 1 | 24 грудня 2015 | Міжнародний стадіон Тривандрум, Каріаваттом, Індія                      | Бангладеш | 3–0     | 4–0       | Кубок Південної Азії 2015    |
| 2 | 3 січня 2016   | Міжнародний стадіон Тривандрум, Каріаваттом, Індія                      | Індія     | 1–2     | 1–2       | Кубок Південної Азії 2015    |
| 3 | 5 вересня 2017 | Стадіон короля Абдулли II, Амман, Йорданія                              | Йорданія  | 1–3     | 1–4       | кваліфікація кубку Азії 2019 |
| 4 | 29 травня 2021 | Центр передового досвіду Джебела Алі, Дубай, Об'єднані Арабські Емірати | Сінгапур  | 1–1     | 1–1       | Товариський матч             |

## Досягнення

### Клубні
«Гессен» (Драйайх)
- Гессенліга
  -  Чемпіон (2): 2016/17, 2017/18

- Вербандсліга Гессен
  -  Чемпіон (1): 2014/15

### У збірній
- Чемпіонат Південної Азії
  -  Срібний призер (1): 2015